# Kali Christ
Kali Elysia Christ (ur. 9 listopada 1991 w Reginie) – kanadyjska łyżwiarka szybka, srebrna medalistka mistrzostw świata.

## Kariera
Na mistrzostwach świata na dystansach w Inzell w 2019 zdobyła srebrny medal w biegu drużynowym. Na tej samej imprezie zajęła też 21. miejsce w biegu na 1500 m.
Zdobyła ponadto cztery medale na mistrzostwach czterech kontynentów w Calgary w 2022: złoty na 1500 m, srebrny w biegu drużynowym oraz brązowe w biegu na 1000 m i sprincie drużynowym.
W 2014 roku wystartowała na igrzyskach olimpijskich w Soczi, gdzie była między innymi piąta w biegu drużynowym. Na rozgrywanych cztery lata później igrzyskach olimpijskich w Pjongczangu w swoim jedynym starcie zajęła 19. miejsce w biegu na 1500 m.